# 色诺波德
色诺布德（藏語：སེ་སྣོལ་པོ་ལྡེ།，威利转写：Se snol po lde），又译为色诺波德等。按照藏族的传统他是吐蕃王朝第19任赞普，吐蕃王朝早期八德王之四。